# Eaismo
L'Eaismo est un mouvement artistique italien d'avant-garde né en 1948. Son nom est une abréviation pour « Era Atomica -ismo ».

## Description
Le fondateur Voltolino Fontani, avec le poète Marcello Landi, le critique et linguiste Guido Favati, les peintres Angelo Sirio Pellegrini et Aldo Neri, a rédigé en 1948 un manifeste dans lequel il expliquait les conséquences négatives de l'energie atomique.
Le manifeste d'Eaismo est lié à l'arte nucleare et à l'âge atomique, comme le  manifeste pittura nucleare d'Enrico Baj (1951) et le Manifesto mistico de Salvador Dalí (1951).